# 奚斤
奚 斤（けい きん、369年 - 448年）は、北魏の軍人。本貫は代郡。

## 経歴
奚簞の子として生まれた。登国初年、長孫肥らとともに禁兵を統率した。後に侍郎となり、道武帝の側近で仕えた。395年（登国10年）、参合陂の戦いに従軍した。396年（皇始元年）、道武帝が後燕に対して親征の軍を起こすと、奚斤は征東長史となり、越騎校尉に任じられて、宿衛禁旅をつかさどった。398年（天興元年）、道武帝が盛楽に帰還すると、博陵郡・渤海郡・章武郡で反乱が起こったため、奚斤は略陽公拓跋遵らとともに山東諸軍を率いてこれを鎮圧した。399年（天興2年）、道武帝に従って高車に遠征した。奚斤は庾真とともに厙狄部の帥の葉弈干と宥連部の帥の竇羽泥を太渾川で撃破し、その別部の諸部落を塞南に移した。さらに侯莫陳部に進撃して、捕らえた家畜は十数万頭に及んだ。大峨谷に到達し、駐屯地を置いて凱旋した。都水使者に転じ、晋兵将軍・幽州刺史として出向し、山陽侯の爵位を受けた。
409年（永興元年）、明元帝が即位すると、奚斤は鄭兵将軍となり、帝の命を受けて諸州を巡行し、民衆の労苦を問い訊ねて回った。410年（永興2年）、章武郡の劉牙が仲間を集めて反乱を起こすと、奚斤はこれを鎮圧した。明元帝が雲中におもむくと、奚斤は平城の留守をあずかった。411年（永興3年）、昌黎王慕容伯児が軽侠失志の徒である李沈ら300人あまりを糾合して反乱を計画すると、奚斤は慕容伯児を天文殿の東廊下に誘い入れて、糾問して罪を認めさせると、その仲間をすべて収監して処刑した。明元帝の命により奚斤は南平公長孫嵩らとともに朝堂に列し、刑事事件の審理と判決にたずさわることとなった。412年（永興4年）、奚斤は左丞相を代行した。413年（永興5年）、明元帝が東郊で大規模な閲兵をおこなうと、奚斤は前軍にあって3万の兵を率いた。明元帝が西巡すると、奚斤は先駆をつとめ、越勤倍泥部を跋那山の西で撃破した。馬5万頭・牛羊20万頭を鹵獲し、2万家あまりの人々を連行して凱旋した。奚斤は長孫嵩ら8人とともに北魏の朝政の中枢に参与した。414年（神瑞元年）、柔然の郁久閭大檀が北魏の北辺を侵犯すると、明元帝が親征して撃退し、奚斤は大檀を追撃した。寒雪に遭い、奚斤の兵士で凍死したり指を落としたりした者は10人のうち2・3に及んだ。奚斤は天部大人に任じられ、爵位を公に進めた。422年（泰常7年）、拓跋燾（後の太武帝）が皇太子となり、臨朝聴政すると、奚斤は左輔となった。
南朝宋の武帝が死去し、少帝が即位すると、北魏の朝廷はこれを南征の好機とみなした。そこで奚斤は仮節・都督前鋒諸軍事・司空公・晋兵大将軍・行揚州刺史となり、公孫表らを率いて南征した。公孫表の計策を用いて滑台を攻撃したが、落とせなかったため、援軍を求めた。明元帝は先に周辺の地を攻略せずに滑台を攻撃したことを叱責した。明元帝自ら南巡し、中山に宿営した。宋の東郡太守の王景度が滑台城を棄てて逃走した。423年（泰常8年）、奚斤は滑台から洛陽に向かった。宋の虎牢守将の毛徳祖がその司馬の翟広や将軍の姚勇錯・竇覇らに5000人を与えて土楼に拠らせ、奚斤をはばんだ。奚斤は進撃して、これを破った。翟広らは単騎で逃げ帰り、その兵はことごとく斃れた。奚斤は長駆して虎牢に達し、汜東に駐屯した。公孫表を留めて輜重を守らせ、自らは軽兵を率いて河南郡・潁川郡・陳郡以南の地を攻略して回った。宋の陳留郡太守の厳稜が郡ごと降伏した。奚斤は兗州と豫州の諸郡を平定すると、虎牢の包囲にもどった。毛徳祖は固く守って下ろうとしなかった。虎牢が陥落すると、奚斤は守宰を置いてこの地を慰撫した。河南を平定した功績により、漏刻と12牙旗を給与された。明元帝が死去すると、奚斤は軍を帰した。
太武帝が即位すると、奚斤は爵位を宜城王に進められた。424年（始光元年）、太武帝が柔然に対して親征すると、奚斤は爾寒山から西道をとって北進し、漠南に達して大檀を敗走させた。425年（始光2年）、奚斤は司空となった。426年（始光3年）、太武帝が夏に対して親征すると、奚斤は義兵将軍の封礼ら4万5千人を率いて蒲坂を襲撃した。夏の守将の赫連乙升は使者を赫連昌のもとに送って援軍を求めようとした。その使者が統万城につくと、北魏の太武帝率いる大軍がすでに統万城を包囲していた。そこで使者は赫連乙升のもとに帰って赫連昌の敗北を報告した。赫連乙升は恐慌に陥って蒲坂を放棄して西に逃走した。奚斤は追撃して赫連乙升を破り、赫連乙升は長安に逃げ込んだ。奚斤は蒲坂に入城して、夏軍の遺棄した資材や兵器を接収した。赫連昌の弟の赫連助興が長安を守っていたが、赫連乙升が逃げ込んでくると、ともに長安を放棄して安定に逃亡した。これにより奚斤は長安を無事に占拠し、秦州や雍州の氐や羌たちは北魏に帰順してきた。427年（始光4年）、赫連昌の弟の平原公赫連定が長安奪回のためにやってくると、奚斤と対峙した。奚斤は赫連定と戦って連破した。赫連昌が太武帝の軍に敗れて上邽に逃れると、赫連定も上邽に撤退した。奚斤は赫連定を追撃したが及ばなかった。太武帝は奚斤に軍を返すよう命じたが、奚斤がこの機会に赫連昌を滅ぼすのは容易であると力説してやまなかったため、太武帝も西征の継続を許可した。428年（神䴥元年）、奚斤が安定に進軍すると、赫連昌は撤退して平涼に拠った。奚斤は安定に軍を駐屯させたが、食糧が尽きて馬が死ぬと、塁を深くして自陣を固めた。監軍侍御史の安頡が赫連昌を攻撃してこれを捕らえた。
赫連昌の後を嗣いで赫連定が夏主となり、平涼を守った。奚斤は赫連昌を捕らえた功績が自分のものではないことを深く恥じていた。輜重を棄てて、3日分の食糧のみを兵に持たせて、赫連定を追って平涼に向かった。娥清は川をたどって進軍させるよう勧めたが、奚斤は聞き入れず、北道から平涼に向かった。赫連定は奚斤の軍に食糧がなく、水に乏しいことを知って、奚斤の軍を前後から迎え撃った。奚斤の軍は大混乱し、奚斤と娥清・劉抜らは赫連定に捕らえられた。430年（神䴥3年）、太武帝が平涼を陥落させると、奚斤らは帰国できた。免官されて宰人となり、酒食を背負って帝の一行に従い、平城に帰った。
まもなく安東将軍の号を受けた。431年（神䴥4年）、事件により罪を問われ、爵位を公に降格された。432年（延和元年）、太武帝が北燕を討つにあたって、奚斤は帝の命を受けて幽州の民と密雲の丁零1万人あまりを徴発し、攻城具を運んで南道に進出した。435年（太延元年）、奚斤は衛尉となり、弘農王の爵位を受け、征南大将軍の号を加えられた。後に万騎大将軍となった。
439年（太延5年）、太武帝が群臣を西堂に集めて、北涼征討を議論させた。奚斤ら30人あまりは北涼攻撃に慎重論を唱えたが、太武帝は聞き入れなかった。北涼が平定されると、奚斤は戦功により僮隷70戸を受けた。
晩年の奚斤は元老として、安車を賜り、刑事裁判の審理判決をつとめ、朝政の諮問を受けた。448年（太平真君9年）10月辛丑、死去した。享年は80。諡は昭といった。

## 子女
奚斤には数十人の妻があり、男子も20人あまりいた。
- 奚他観（弘農王の爵位を嗣いだ。公に爵位を降格され、広平郡太守に任じられた。後に都将となり、懸瓠まで南征して、軍中に死去した）
- 奚和観（道武帝のときに側近で近侍した。明元帝のときに典御都尉に任じられ、広興子の爵位を受け、建威将軍の号を受けた。まもなく爵位を宜陽侯に進め、龍驤将軍の号を加えられ、牧官中郎将を兼ねた。冀青二州刺史として出向した）
- 奚抜（明元帝のときに側近で近侍した。太武帝が即位すると、侍中・選部尚書・鎮南将軍を歴任し、楽陵公の爵位を受けた。後に罪に問われて辺境に流刑された。召還されて散騎常侍となり、柔然征討に従軍して戦没した）

## 伝記資料
- 『魏書』巻29 列伝第17
- 『北史』巻20 列伝第8